# Chaenorhinum reyesii
Chaenorhinum reyesii es una especie  de planta fanerógama  perteneciente a la familia Scrophulariaceae. Algunos expertos lo clasifican dentro de la familia Plantaginaceae. 

## Descripción
Es una planta anual que alcanza un tamaño de 3-7 cm de altura. Tallos delgados, erectos, simples, glandular-pubescentes, purpúreos al menos en la base. Hojas heteromorfas; las inferiores  opuestas, arrosetadas, cortamente pecioladas –pecíolo hasta de 1 mm–, anchamente elípticas o subrómbicas; las superiores opuestas, lineares o estrechamente elípticas, escasas, en ocasiones nulas. Inflorescencia con 1-5  flores, laxa; eje recto. El fruto es una cápsula  subglobosa con semillas crestadas, de un pardo obscuro; crestas longitudinales prominentes.

## Distribución y hábitat
Se encuentra en pastizales terofíticos, en margas yesíferas o yesos cristalinos; a una altitud de 250-700 metros, principalmente por el cuadrante NE de la península ibérica. 

## Taxonomía
Chaenorhinum reyesii fue descrita por (C.Vicioso & Pau) Benedí y publicado en Collectanea Botanica (Barcelona) 20: 55. 1991.
Sinonimia
- Chaenorhinum rubrifolium var. reyesii C. Vicioso & Pau	[3] 100309610